# Robert Kiprono Cheruiyot
Pour les articles homonymes, voir Cheruiyot.
Robert Kiprono Cheruiyot (né le 10 août 1988 à Bomet) est un athlète kényan, spécialiste des courses de fond, vainqueur du Marathon de Boston 2010.

## Biographie

### Palmarès
| Date | Compétition           | Lieu      | Résultat | Performance    |
| ---- | --------------------- | --------- | -------- | -------------- |
| 2008 | Marathon de Francfort | Francfort | 1er      | 2 h 7 min 21 s |
| 2009 | Marathon de Boston    | Boston    | 6e       | 2 h 10 min 6 s |
| 2009 | Marathon de Francfort | Francfort | 2e       | 2 h 6 min 23 s |
| 2010 | Marathon de Boston    | Boston    | 1er      | 2 h 5 min 52 s |
| 2010 | Marathon de Chicago   | Chicago   | 6e       | 2 h 9 min 28 s |
| 2011 | Marathon de Boston    | Boston    | 6e       | 2 h 6 min 43 s |

### Records
| Épreuve  | Performance    | Lieu      | Date            |
| -------- | -------------- | --------- | --------------- |
| Marathon | 2 h 6 min 23 s | Francfort | 25 octobre 2009 |